# دانشگاه پورتلند
دانشگاه پورتلند (به انگلیسی: University of Portland) یک دانشگاه خصوصی در ایالات متحده آمریکا است که در پورتلند، اورگن واقع شده‌است.